# Rundfunkjahr 1939

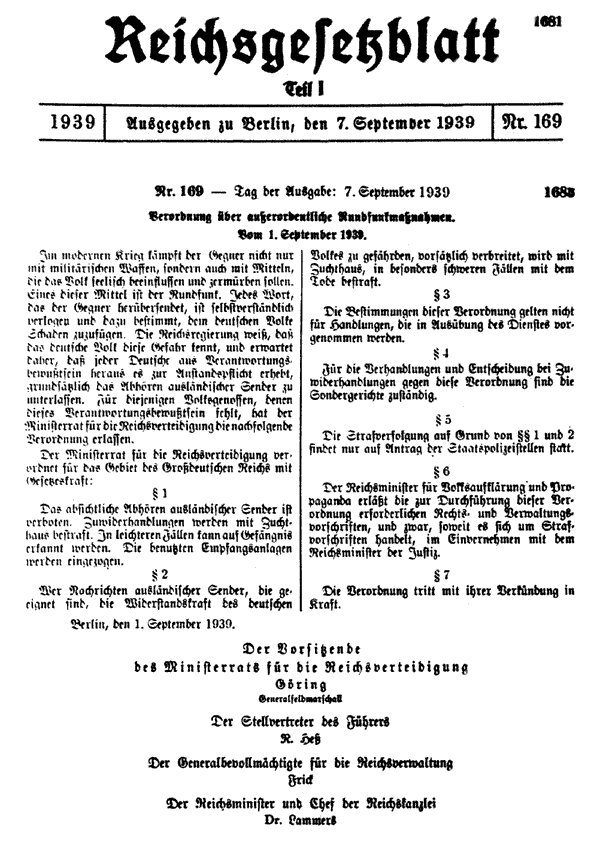
1. Sept.: Das Hören ausländischer Sender wird unter Strafe gestellt

Liste der Rundfunkjahre

◄◄ | ◄ | 1935 | 1936 | 1937 | 1938 | Rundfunkjahr 1939 | 1940 | 1941 | 1942 | 1943 | ► | ►►

Weitere Ereignisse

## Allgemein
- 1. Januar – Für den deutschen Reichsrundfunk wird die neue Bezeichnung Großdeutscher Rundfunk eingeführt.
- 1. September – Einmarsch deutscher Truppen in Polen. Beginn des Zweiten Weltkrieges.

## Hörfunk
- 16. Januar – Die Krimiserie I Love a Mystery hat auf den Westküstensendern der NBC Premiere.
- 19. Februar – Norman Corwin’s Hörfunksendung Words Without Music wird erstmals auf CBS Radio Network ausgestrahlt.
- 20. Februar – Die Liechtensteinische Rundspruch-Aktiengesellschaft wird gegründet.
- 19. März – Die gesetzliche Grundlage für die Einführung des Drahtfunks (Kabelhörfunk) wird gelegt. In den folgenden Jahren wird die neue Technik in Berlin, Düsseldorf und Hamburg angeboten.
- 1. April – Die Deutsche Reichspost übernimmt die Sendeanlagen der österreichischen Radio Verkehrs AG (RAVAG).
- 21. Juni – Neugliederung des Ostmärkischen Rundfunkwesens. Die Sender Salzburg und Innsbruck werden an den Reichssender München angeschlossen, der Sender Dornbirn an den Reichssender Stuttgart.
- 7. August – Radio Andorra nimmt den Sendebetrieb auf.
- 30. August – Abhörverbot ausländischer Sender in Österreich. Bei Verstößen dagegen droht Gefängnis, später sogar die Todesstrafe.
- 1. September – In Deutschland tritt die Verordnung über außerordentliche Rundfunkmaßnahmen in Kraft. Sie stellt das Verbreiten der Nachrichten von abgehörten Feindsendern wie auch das bloße Abhören ausländischer Rundfunksender rechtlich unter Strafe (Rundfunkverbrechen).[1]
- 3. September – Der britische Premierminister Neville Chamberlain verkündet um 11.15 Ortszeit (10.15 GMT) über die BBC: „This country is at war with Germany“ (dieses Land ist im Krieg mit Deutschland). Der US-amerikanische Präsident Franklin D. Roosevelt äußert sich in der 14. Ausgabe seiner Kamingespräche (Fireside Chats) über den Ausbruch des „Europäischen Krieges“ (On European War).
- 11. September – Die kanadische CBC beginnt mit Ausstrahlung der französischsprachigen Hörfunkserie Un homme et son péché (in etwa: „Ein Mann und seine Sünden“) basierend auf dem gleichnamigen Roman des frankokanadischen Schriftstellers Claude-Henri Grignon. Die Reihe erweist sich als außerordentlich erfolgreich und bleibt bis 1961 im Programm.[2]
- 1. Oktober – Die erste Ausgabe des Wunschkonzert für die Wehrmacht, das sich an Wehrmachtssoldaten und deren Angehörige wendet, wird zum ersten Mal von allen Reichssendern ausgestrahlt.
- November – Der Große Sendesaal des Funkhauses Argentinerstraße in Wien wird offiziell mit einem Lehár-Konzert eröffnet.

## Fernsehen

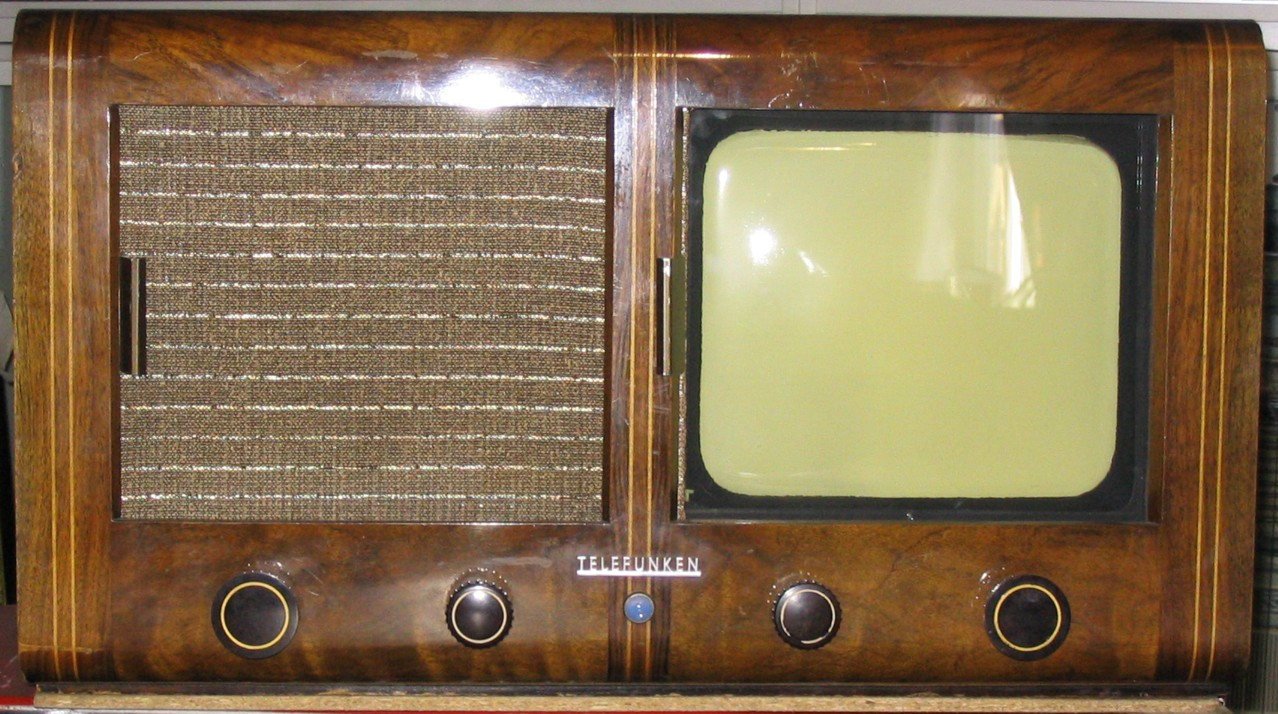
Fernseh-Empfänger E1 (Telefunken)

- 30. April – Bei der Eröffnung der Weltausstellung in New York durch Franklin D. Roosevelt wird erstmals eine Rede eines US-Präsidenten im Fernsehen übertragen.
- 28. Juli – Auf der 16. Großen Deutschen Funk- und Fernseh-Ausstellung in Berlin wird der Einheits-Fernseh-Empfänger vorgestellt. Infolge des Kriegsausbruchs geht das Gerät nicht wie geplant in Serie. Die etwa 50 fertiggestellten Exemplare des E1 werden auf Lazarette und verschiedene Dienststellen verteilt.
- 24. August – Der Fernsehsender Paul Nipkow wird in Zusammenhang mit den Kriegsvorbereitungen auf Anordnung des Oberkommandos der Wehrmacht stillgelegt.
- 1. September – Mit dem Einmarsch der Wehrmacht nach Polen und dem Ausbruch des Zweiten Weltkrieges wird die Produktion und der Verkauf von Fernsehgeräten im Vereinigten Königreich eingestellt. Bis dahin konnten knapp 19.000 Einheiten verkauft werden. Ebenso mit Kriegsausbruch beendet die BBC ihren Fernsehdienst abrupt und schaltet das Signal während des gerade laufenden Walt-Disney-Trickfilms Mickey's Gala Premiere ab.

## Geboren
- 19. Januar – Rüdiger Bahr, deutscher Schauspieler (‚Elam Harnish‘ im ZDF-Abenteuervierteiler Lockruf des Goldes, 1975) und Synchronsprecher (deutsche Stimme der Figur des ‚Al Bundy‘ in Eine schrecklich nette Familie, 1987–1997) wird in Frankfurt (Oder) geboren († 2023).
- 09. März – Jochen Pützenbacher, deutscher Hörfunkmoderator, wird in Solingen geboren († 2019).
- 03. Mai – Helmut Thoma, österreichischer Medienmanager, wird in Wien geboren († 2025).
- 22. August – Valerie Harper, US-amerikanische Schauspielerin (Mary Tyler Moore, Sitcom 1970–1977) wird in New York City geboren. († 2019)
- 30. August – John Peel, britischer Radiomoderator und DJ, wird in Heswall geboren († 2004).
- 21. September – Hanno Thurau, deutscher Schauspieler, wird als Hanno Melchert in Hamburg geboren († 1992).
- 03. September – Vivi Bach, dänische Schauspielerin, Sängerin und Fernsehmoderatorin, wird in Kopenhagen geboren († 2013).
- 07. Oktober – Raimund Harmstorf, deutscher Schauspieler (Der Seewolf, 1971), wird in Hamburg geboren († 1998).
- 27. Oktober – John Cleese, britischer Komiker, Schauspieler und Mitglied der Monty Python, wird in Weston-super-Mare geboren.
- 12. November – Wolfgang Hübsch, österreichischer Schauspieler, wird in Steyr (Oberösterreich) geboren.
- 18. November – Amanda Lear, britische Sängerin, Schauspielerin und Moderatorin, wird in Hongkong (o. a.) geboren.

## Gestorben
- 19. August – Otto Mensing, deutscher Sprachforscher, Theaterschauspieler, Regisseur und Hörspielsprecher, der mit dem Ensemble der Niederdeutschen Bühne Kiel für die  NORAG zahlreiche Hörspiele auf die Funkbühne brachte, stirbt 71-jährig in Kiel.